# 윌리엄 해나
윌리엄 해나(William Hanna, 1910년 7월 14일 ~ 2001년 3월 22일)는 미국의 애니메이터이다.

## 출연 작품
- 톰과 제리 - 톰, 제리 역

## 같이 보기
- 미국 애니메이션의 황금시대
- 톰과 제리의 단편 영화 목록
- 톰과 제리